# Boudy-de-Beauregard
Boudy-de-Beauregard település Franciaországban, Lot-et-Garonne megyében. Lakosainak száma 397 fő (2022. január 1.). Boudy-de-Beauregard Saint-Eutrope-de-Born, Beaugas, Cancon, Castelnaud-de-Gratecambe és Monflanquin községekkel határos.

## Népesség
A település népességének változása:
| Lakosok száma | 215  | 314  | 356  | 406  | 414  | 415  | 414  | 412  | 407  | 397  |
|               | 1968 | 1990 | 1999 | 2011 | 2013 | 2016 | 2017 | 2019 | 2020 | 2022 |